# سیرمیونه
سیرمیونه (به ایتالیایی: Sirmione) یک کومونه در ایتالیا است که در استان برشا واقع شده‌است.

## خصوصیات
سیرمیونه ۳۳ کیلومترمربع مساحت و ۸٬۲۳۰ نفر جمعیت دارد و ۶۸ متر بالاتر از سطح دریا واقع شده‌است.

## نگارخانه

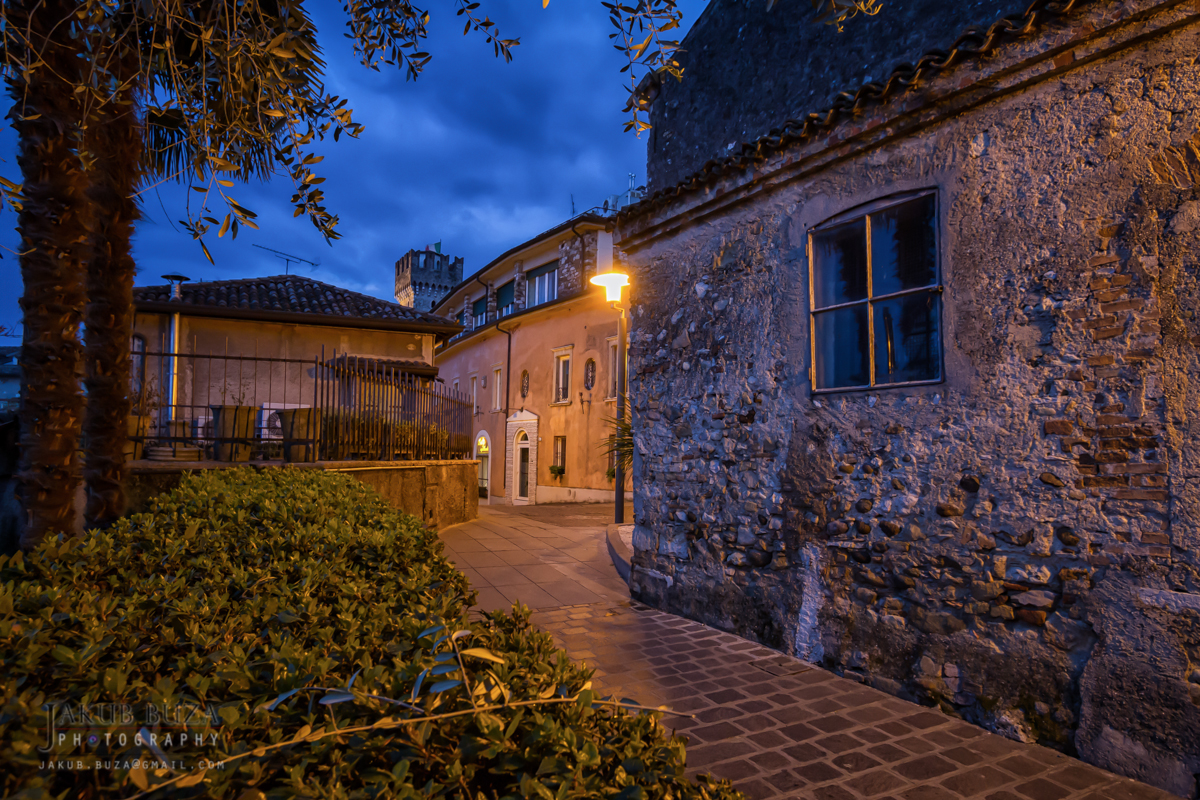
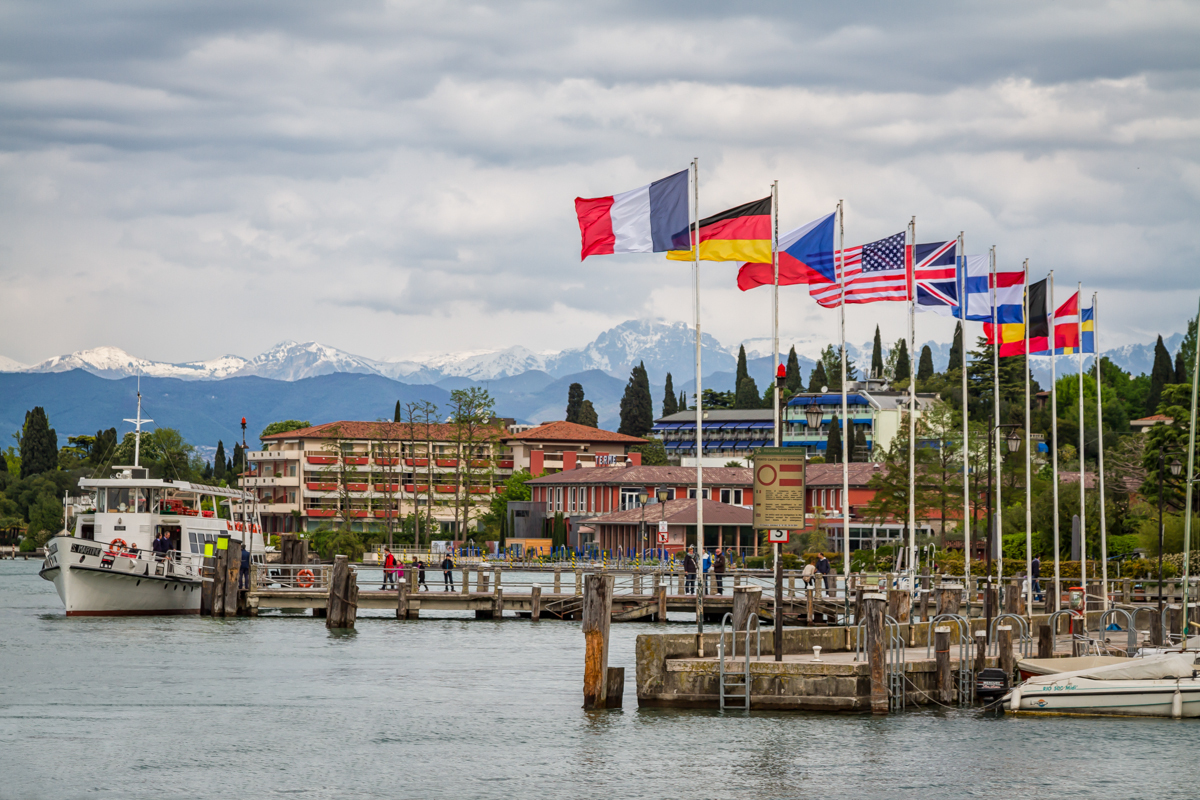
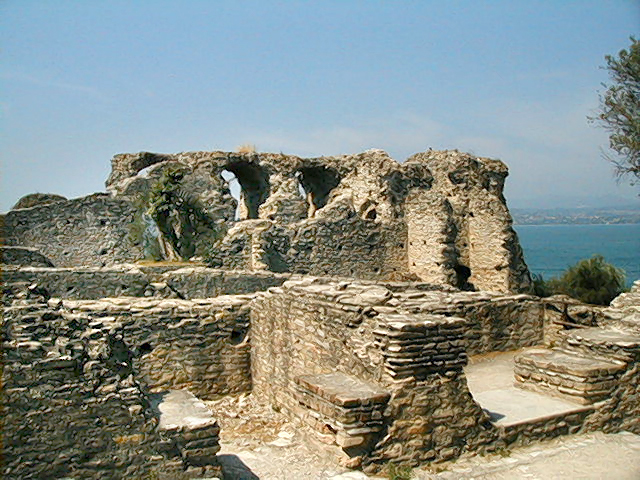
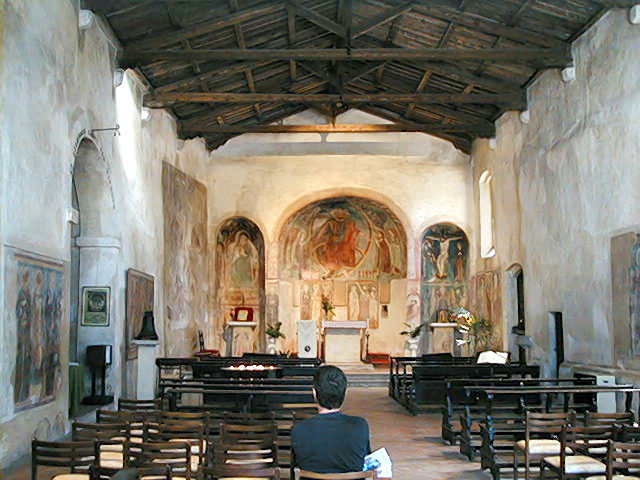